# Kurta (Géorgie)
Pour l’article homonyme, voir Kurta.
 (décembre 2022).
Kurta (en ossète: Курта; en géorgien : ქურთა) est un village abandonné de l'ancien oblast autonome d'Ossétie du Sud situé à 9 km au nord-est de Tskhinvali. Peuplé en grande partie par des Géorgiens de souche, c'est l'une des localités restées sous le contrôle de la Géorgie entre la sécession unilatérale de l'Ossétie du Sud après la guerre d'Ossétie du Sud de 1991-1992 et la guerre d'Ossétie du Sud de 2008.
Kurta est située à neuf kilomètres au nord-est de Tskhinvali, la capitale de l'Ossétie du Sud contrôlée par les sécessionnistes, sur la rive droite de la Grande Liakhvi, et occupe une position stratégique le long de la route transcaucasienne (Transkam) entre Tskhinvali et Java (en). Après que le Parlement de Géorgie a adopté une résolution sur la création de l'unité territoriale temporaire le 11 avril 2007, Kurta est devenu le siège de l'administration provisoire de l'Ossétie du Sud, dirigée par Dmitry Sanakoyev (en), un Ossète de souche. Le gouvernement géorgien a également alloué 1 850 000 lari à la réhabilitation des infrastructures du village.
Kurta et ses environs font partie de la réserve muséale de la vallée de la Liakhvi. Le village lui-même abrite une église orthodoxe géorgienne de Saint-Georges, datant de la fin du Moyen Âge.
À la veille de l'invasion de la Géorgie par la Russie en 2008, tous les habitants géorgiens ont été évacués vers le territoire géorgien non occupé et la plupart de leurs maisons abandonnées ont été détruites par la suite. Les maisons n'ont pas été reconstruites et la population n'est pas revenue, laissant le village en grande partie détruit comme une ville fantôme.